# 萨龙·平拉
萨龙·平拉（1943年3月—）藏族，西藏拉孜人，无党派，藏传佛教格鲁派的扎什伦布寺喇嘛。初中学历。

## 生平
1951年1月，入扎什伦布寺出家，入该寺辩经院学习。1966年1月，出任扎什伦布寺布龙农场副组长。1968年2月，升任扎什伦布寺布龙农场组长。1973年2月，调任扎什伦布寺东嘎农场组长。1978年9月，改任扎什伦布寺第一生产队副队长兼纳唐农场组长。
1982年4月参加工作，担任扎什伦布寺治保组秘书。1985年4月，升任扎什伦布寺民主管理委员会（简称“民管会”）委员、治保组组长。1989年7月，升任扎什伦布寺民管会常务副主任。其间，1989年12月到1993年7月，任扎什伦布寺“第十世班禅大师”灵塔建设领导小组办公室副主任。1995年6月至2011年11月，担任扎什伦布寺民管会第一常务副主任。2011年11月起，改任扎什伦布寺管理委员会第一主任。
1998年5月，出任日喀则地区政协副主席。2007年3月，升为日喀则地区政协副主席（正地级）。2008年1月，担任西藏自治区政协副主席，日喀则地区政协副主席（正地级）。其间，2004年8月至2010年8月，兼任日喀则地区佛教协会会长。他还担任中国佛教协会西藏分会常务理事。
他是第九届、十届、十一届、十二届全国政协委员。